# بيسبايس
بيسبايس PSPACE في نظرية التعقيد الحسابي قسم التعقيد هو قسم كل المسائل التي يمكن حلها بكمية موارد حدودية (polynomial space), هذه المجموعة يُعتقد انها أكبر من NP , ولهذا القسم اهمية كبيرة في حل الألعاب إذ انه مُعظم الألعاب هي PSPACE صعبة ومسألة التقرير لكثير من الألعاب هي PSPACE كاملة.

## تعريف
يوجد عدة وسائل لتعريف هذه المجموعة ومنها:
- نقول أنَّ L ∈ PSPACE إذا وُجدت آلة تيورنج حتمية M بحيث يتحقق (L=L(M وعدد الاماكن غير الفارغة اثناء حساب M على المُدخل x في شريط العمل على الأكثر (|Poly(|x .

هذا هو التعريف الذي منه حصلت المجموعة على اسمها Polynomial Space . وبشكل اخر يمكن كتابة: {\displaystyle {\mbox{PSPACE}}=\bigcup _{c>0}DSPACE(n^{c})}
- من بعد أن برهن عدي شامير المبرهنة أنَّ IP=PSPACE يمكن تعريف PSPACE على انها قسم كل اللغات التي يوجد لها نظام برهان تفاعلي (Intractive

proof system).
- من مبرهنة SAVITCH ينبع أنَّ PSPACE=NPSPACE , لذا يمكن ان نبدل التعريف الأول بحيث أنَّ آلة تيورنج الآن هي غير حتمية.
- مساواة أخرى هي: PSPACE=co-PSPACE , وهذا نابع من مبرهنة Immerman–Szelepcsényi .

## اقسام موجودة في PSAPCE
PSPACE هي مجموعة مُهمة لاحتوائها كثير من الاقسام المعروفة، ويُظهر هذا قوة هذه المجموعة. والمجموعات الجزئية هي كالتالي:
- {\displaystyle {\mbox{P}}\subseteq {\mbox{PSPACE}}} وذلك لان كل آلة تيورنج التي زمنها حدودي لا يُمكن ان تستخدم موارد أكثر من زمن اللازم لحساباتها.
- {\displaystyle {\mbox{NP}}\subseteq {\mbox{PSPACE}}} , هذا الاحتواء نابع من انه يمكن حل مسألة الاكتفاء بواسطة آلة تيورنج حتمية سعة مواردها حدودي وبما ان مسألة الاكتفاء كاملة لذا كل لغة في NP أيضا في PSPACE .
- {\displaystyle {\mbox{BPP}}\subseteq {\mbox{PSPACE}}} هذا ينبع من مبرهنة Sipser–Lautemann والتي بحسبها: {\displaystyle {\mbox{BPP}}\subseteq \Sigma _{2}^{P}} وبما أنَّ {\displaystyle \Sigma _{2}^{P}\subseteq PSPACE} من هذا ينبع بسهولة أنَّ {\displaystyle {\mbox{BPP}}\subseteq {\mbox{PSPACE}}} .
- {\displaystyle {\mbox{PH}}\subseteq {\mbox{PSPACE}}} وذلك لأنَّ PH تُعرف بالشكل التالي: {\displaystyle PH=\cup _{k>0}\Sigma _{k}^{P}} في حين أنَّ {\displaystyle \Sigma _{k}^{P}} هي: نقول أنَّ L تابعة ل-{\displaystyle \Sigma _{k}^{P}} إذا يوجد آلة تيورنج قطعية حدودية، M , بحيث أنَّ:

في حين أنَّ: {\displaystyle Q_{k}={\begin{cases}\exists \ {\mbox{if k mod 2 = 1 }}\\\forall \ {\mbox{if k mod 2 = 0 }}\end{cases}}}
من هذا التعريف يمكن الاستنتاج أنَّ كل مسألة هي مسألة مُبسطة عن المسألة TQBF لذا فهي بالتالي تابعة ل- PSPACE
- {\displaystyle {\mbox{NPSPACE}}\subseteq {\mbox{PSPACE}}} هذا نابع من مبرهنة SAVITCH الذي ينص على أنَّ (NSPACE(T(n))⊆SPACE(T(n)2
- {\displaystyle {\mbox{P}}^{\#P}\subseteq {\mbox{PSPACE}}} .

## امثلة
- اللغة TQBF : وهي لغة كل الصيغ المكممة (quantified boolean formula) التي هي حقيقية. هذه اللغة في PSPACE .
- اللغة {\displaystyle {\mbox{ALL}}_{\mbox{NFA}}} : وهي لغة كل الالات المحدودة الحالات غير قطعية التي لغتها هي {\displaystyle \Sigma ^{*}} .
- تحديد المنتصر في عدة العاب مثل: GO,chess,draughts ...

## مسائل كاملة
مسائل كاملة هي مسائل تابعة ل- PSPACE ويتحقق التالي: يمكن اختصار كل مسألة في PSPACE لهذه المسألة أي انه إذا يمكننا ان نحل هذه المسألة حينها نفس الحل يكون حل لكل المسائل في PSPACE , ولعل أحد هذه المسائل هي TQBF التي جاء ذكرها انفا، وهذه المسائل يُعتقد انها لا تتبع NP أو أي قسم تعقيد ضمن PSPACE , واهمية هذه المسألة تتجلى في برهان عدي شامير للمبرهنة IP=PSPACE إذ انه كي يبرهن التساوي ما كان عليه الا ان يبرهن أنَّ TQBF تابع ل-IP . عادة ما تعتبر المسائل الكاملة هي ممثلة قسم التعقيد الذي تتعبه وهي حتما اهمها.